# 尼雷國家公園
9°0′S 37°24′E / 9.000°S 37.400°E

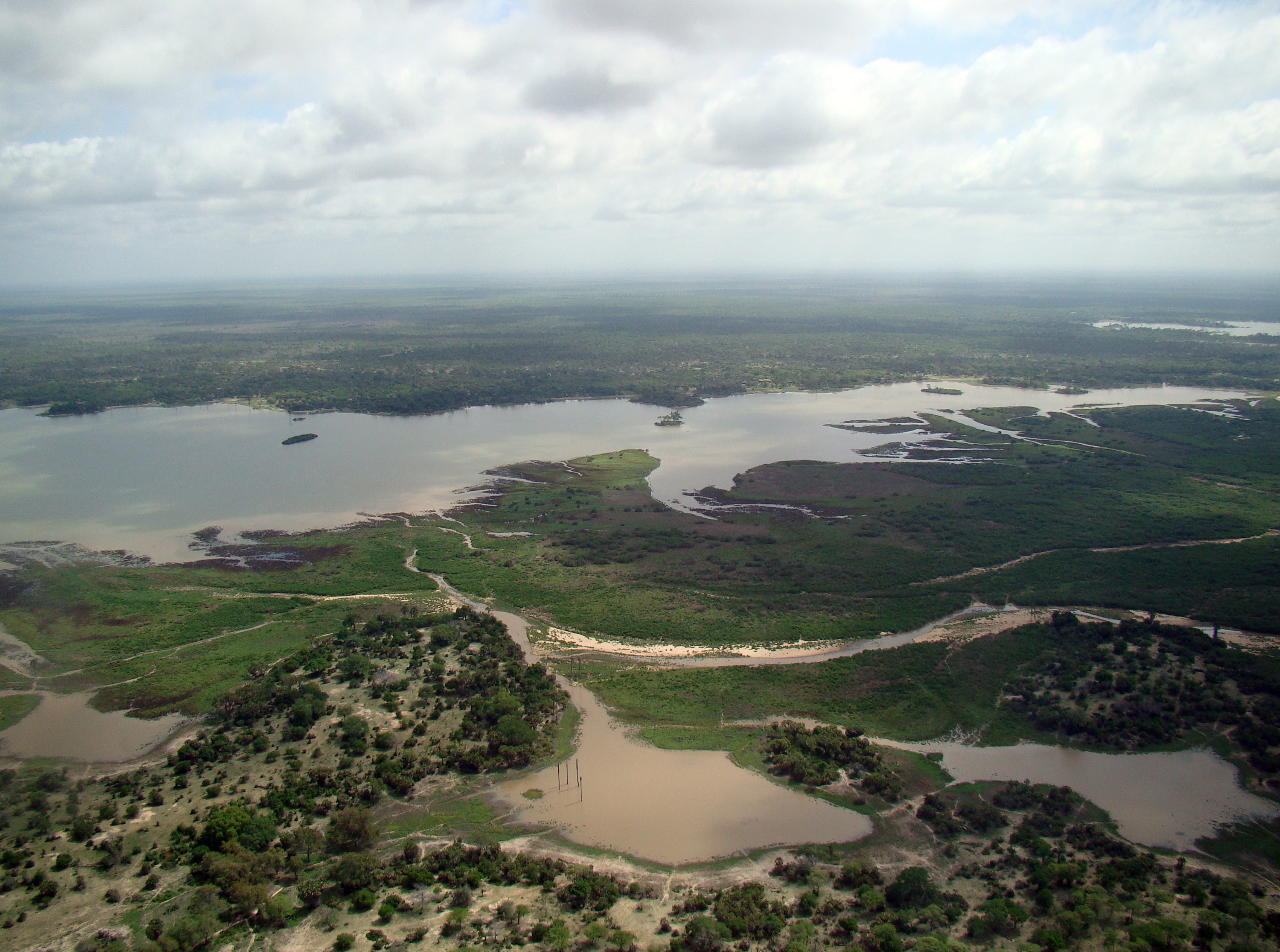

尼雷國家公園是坦桑尼亞的國家公園，面積30,893平方公里，始建於2019年，有獅子、牛羚、長頸鹿、斑馬、河馬、犀牛、羚羊、鬣狗、非洲狼和鱷魚等野生動物棲息。